# Festes de Persèpolis

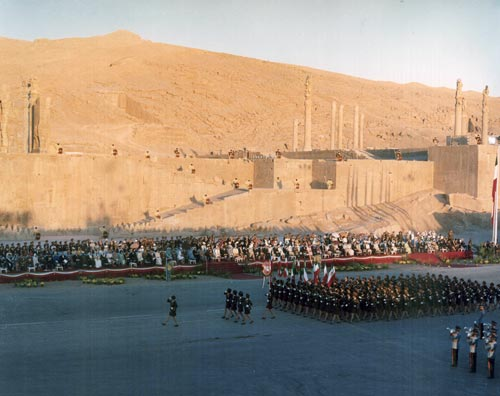
La celebració dels 2.500 anys de l'Imperi Persa a Persèpolis, octubre de 1971.

Les festes de Persèpolis pels 2.500 anys de l'Imperi Persa (persa: جشنهای ۲۵۰۰ سالهٔ شاهنشاهی ایران) van consistir en un elaborat conjunt de celebracions que van tenir lloc entre els dies 12 i 16 d'octubre de 1971 en ocasió del 2.500è aniversari de la fundació de la monarquia iraniana (Imperi Aquemènida) per part de Cir el Gran. El xa de l'Iran Mohammad Reza Pahlavi, amb aquest esdeveniment també va intentar promocionar-se.

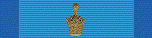
Medalla dels 2.500 anys

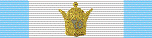
Medalla de Persèpolis

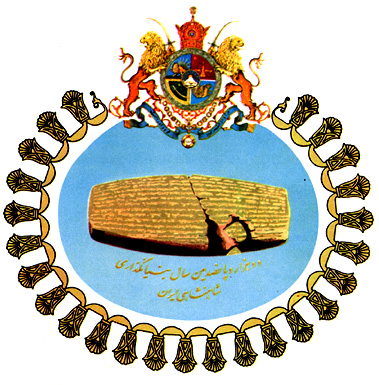
Cilinfre de Cir com emblema oficial

Mentre que els allotjaments de la premsa i de l'equip de suport es van fer a la ciutat de Siraz, els festivals es van fer a les runes de l'antiga Persèpolis convertida en una luxosa “Ciutat daurada” dissenyada a París i de la qual van ser extirpades les serps i altres animals perillosos. Altres esdeveniments van ser programats a Pasàrgada, on hi ha la tomba de Cir el Gran, com també a Teheran.

## La ciutat de Tendes de Persepolis

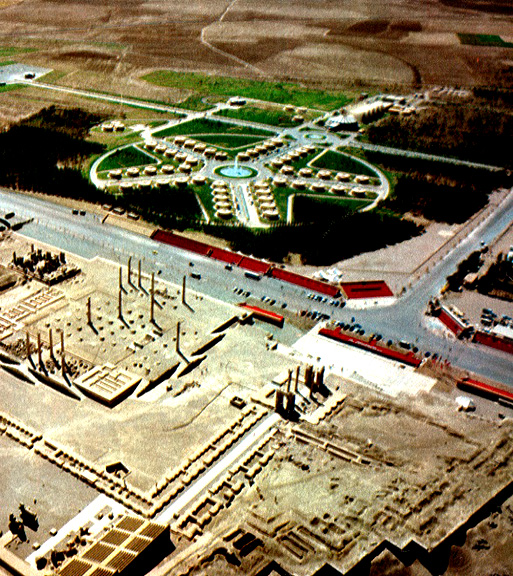
Ciutat Daurada de Persepòlis el 1971

Els serveis de càterings provenien del Maxim's de Paris. Lanvin dissenyà els uniformes de la Guàrdia Imperial. 250 limusines vermelles Mercedes-Benz es van utilitzar per portar els invitats distingits des de i cap a l'aeroport. La vaixella dels sopars era de porcellana de Llemotges.

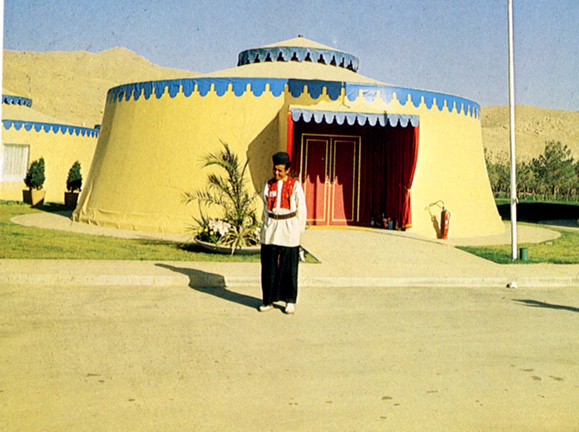
Tenda a Persepòlis el 1971

## Celebracions

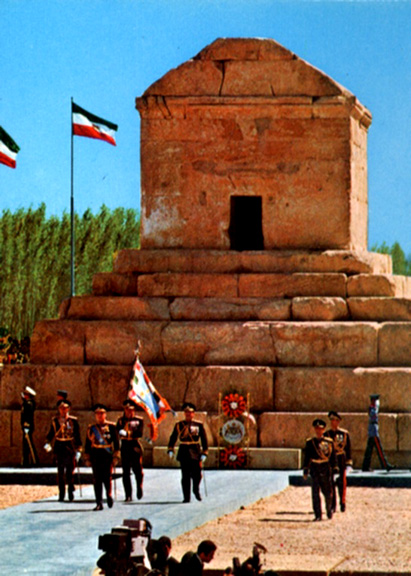
Tomba de Cir a Pasàrgada, on s'iniciaren les celebracions.

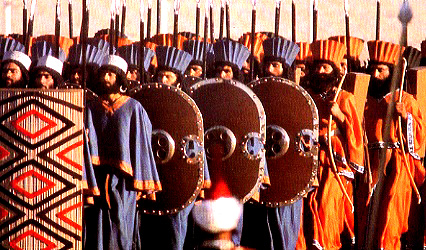
Immortals soldats perses.

Les festes es van inaugurar el 12 d'octubre de 1971, quan el Xa i Xabanu van rendir homenatge a Cir el gran al seu mausoleu de Pasàrgada. El 14 d'octubre va tenir lloc una gran sopar de galaon s'hi van reunir 60 membres de famílies reials i caps d'estat hi van degustar el xampany Dom Perignon Rosé 1959.
En el menú incloïa ous de guatlla amb caviar del Caspi (malgrat que el Xa era al·lèrgic al caviar i va menjar carxofes).
Entre les begudes alcohòliques a més de vins i xampany hi havia conyac.
600 invitats van sopar durant cinc hores i mitja i en el llibre Llibre Guinness continua sent considerat el banquet més llarg i luxós de la història moderna. S'hi va escenificar un espectacle de llums i color (Son et lumière) .el Politop de Persepòlis dissenyat per Iannis Xenakis. El dia final el Xa va inaugurar la Torre Shahyad de Teheran (més tard, en la Revolució iraniana, reanomenada la Torre Azadi. Les festes es van acabar amb l'homenatge del Xa al seu pare, Reza Shah Pahlavi, en el seu mausoleu.
Orson Welles va dir sobre aquestes festes que celebraven 25 segles ("This was no party of the year, it was the celebration of 25 centuries!").

## Seguretat
La seguretat va ser una preocupació i els serveis de seguretat iranians SAVAK, van fer detencions preventives.

## Crítica
Hi va haver crítiques a la premsa occidental i també per part de Khomeini i els seus seguidors, els quals l'anomenaren el "Festival del Dimoni". El cost oficial va ser de $17 milions;el cost real resulta difícil de quantificar, tot i que va haver-hi també beneficis en les infraestructures del país

## Llista d'invitats

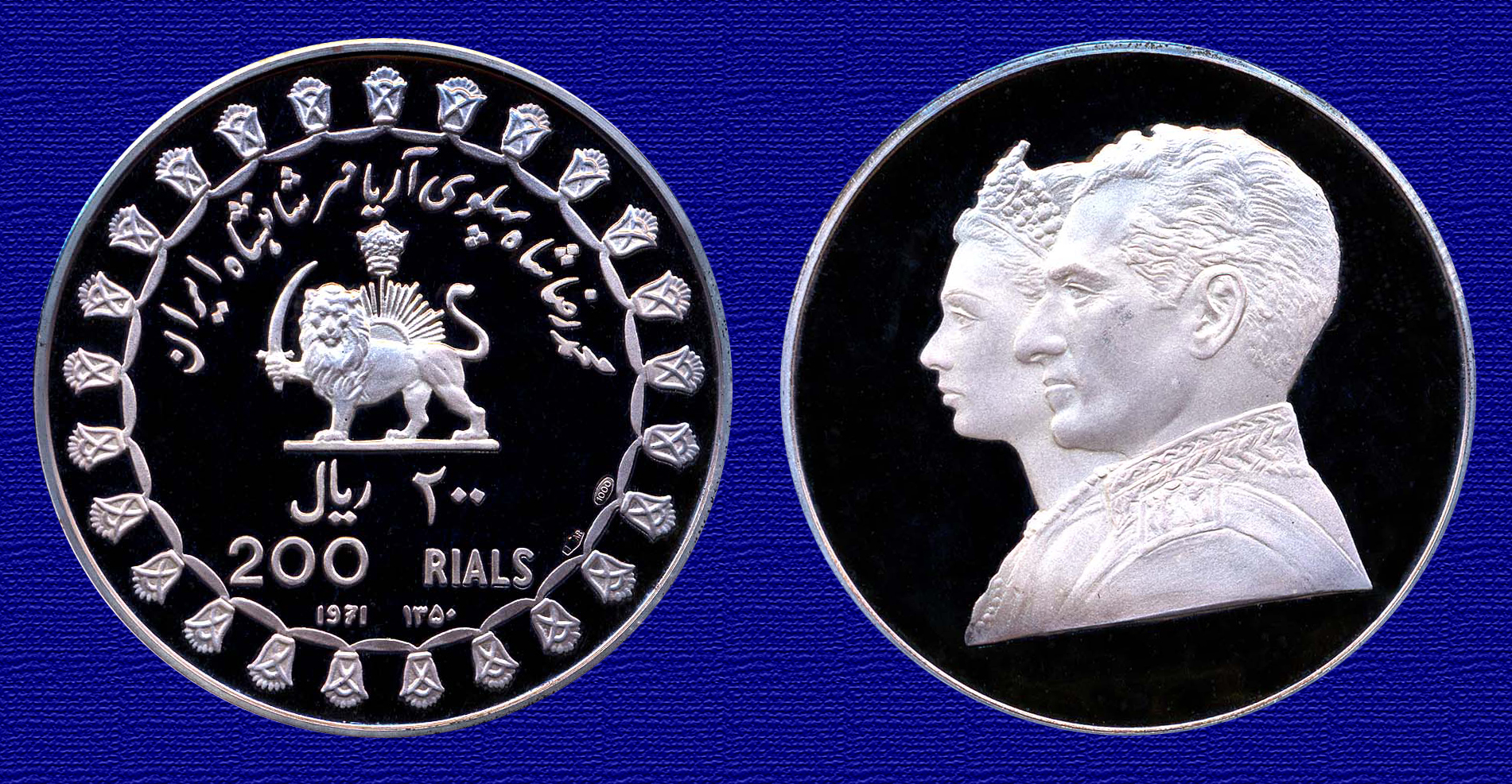
Moneda de plata commemorativa

La reina Elizabeth II d'Anglaterra va ser invitada però no hi va acudir i va ser representada pel Príncep Felip, Duc d'Edinburgh i la princesa Anna. Altre líders que no hi van assistir van ser Richard Nixon i Georges Pompidou. Nixon al final va enviar a Spiro Agnew.
Alguns dels invitats inclouen:

### Reis i vicereis
- Emperador Haile Selassie d'Etiòpia[5]
- Frederic IX de Dinamarca i Ingrid de Suècia
- Balduí de Bèlgica i la Reina Fabiola
- Hussein de Jordànian i la Princesa Muna
- Mahendra de Nepal i Reina Ratna de Nepal
- Olav V de Noruega
- Sheikh Isa bin Salman Al Khalifa, Emir de Bahrain
- Sheikh Ahmad bin Ali Al Thani, Emir de Qatar
- Sheikh Sabah Al-Salim Al-Sabah, Emir de Kuwait
- Constantí II de Grècia i Reina Anna Maria
- Sultan Qaboos bin Said al Said d'Oman
- Princep Abdul Wali Khan i Princesa Bilqis Begum d' Afghanistan
- King Moshoeshoe II de Lesotho
- Yang di-Pertuan Agong Tunku Abdul Halim def Malàisia
- Sheikh Zayed bin Sultan Al Nahayan, President dels Emirats Àrabs Units
- Franz Josef II de Liechtenstein i Contessa Georgina von Wilczek
- Rainier III i Grace Kelly de Mònaco
- Aga Khan IV
- Juan Carlos I i Sofia d'Espanya
- Vittorio Emanuele i Marina de Nàpols
- Takahito i Yuriko del Japó
- Moulay Abdallah del Marroc
- Governador General Roland Michener del Canadà
- Governador-General Sir Paul Hasluck d'Austràlia

### Presidents i primers ministres
- President Josip Broz Tito i Jovanka Broz de Iugoslàvia
- President Nikolai Podgorny de la Unió Soviètica
- President Franz Jonas d'Àustria
- President Todor Zhivkov de Bulgària
- President Urho Kekkonen de Finlàndia
- President Cevdet Sunay de Turquia
- President Pal Losonczi d'Hongria
- President Ludvík Svoboda de Txecoslovàquia
- President Yahya Khan del Pakistan
- President Suleiman Franjieh del Líban
- President Jacobus Johannes Fouché de l'Àfrica del Sud
- President Leopold Sedar Senghor de Senegal
- President V. V. Giri d'Índia
- President Moktar Ould Daddah de Mauritània
- President Hubert Maga de Dahomey
- President Nicolae Ceauşescu i Elena Ceaușescu de Romania[5]
- President Joseph Mobutu del Zaire
- President Rudolf Gnägi de Suïssa
- Prime Minister Jacques Chaban-Delmas de França
- Prime Minister Kim Jong-pil of Republic de Corea
- Prime Minister Emilio Colombo d'Itàlia
- Vice President Mieczysław Klimaszewski de Polònia
- Vice President Spiro Agnew dels Estats Units
- Vice President Guo Moruo de la Xina
- President del Bundestag Kai-Uwe von Hassel d'Alemanya
- President del Senat Federal Petrônio Portella Nunes del Brasil
- Ministre Rui Patrício de Portugal
- Imelda Marcos de les Filipines
- Cardenal Maximilien de Fürstenberg, representant la Santa Seu

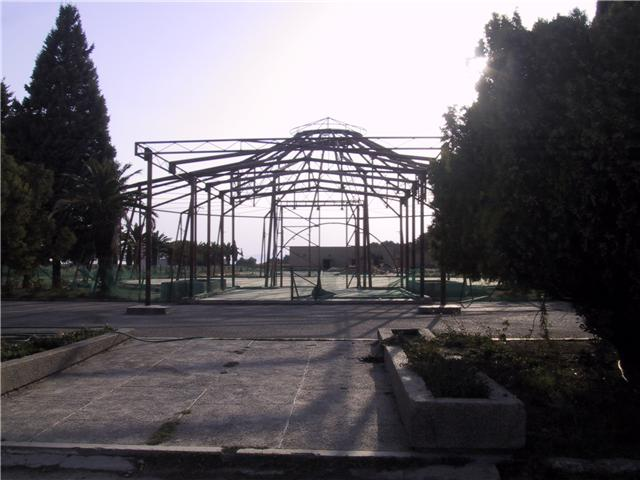
Ruines de Persepòlis el 2007

El mausoleu del Xa Reza Pahlavi va ser destruït durant la revolució i substituït per una escola islàmica